# Eleições legislativas na Áustria em 2019
As eleições parlamentares austríacas de 2019 ocorreram no dia 29 de setembro de 2019 para o Conselho Nacional da Áustria por cinco anos.
Estas eleições parlamentares, seriam convocadas em 2022, mas foram antecipadas  após um escândalo político sobre o vice-chanceler e presidente do Partido da Liberdade da Áustria (FPÖ) Heinz-Christian Strache, então parceiro do Partido Popular Austríaco (ÖVP) liderado pelo chanceler Sebastian Kurz. O escândalo leva em 18 de maio à renúncia de Strache, à dissolução da coligação e à realização de novas eleições.

## Contexto
Nas eleições parlamentares de outubro de 2017, o Partido Popular (ÖVP), liderado por Sebastian Kurz, venceu as eleições com pouco mais de 31% dos votos; pela primeira vez desde 2002, os conservadores são a maior força política representada no Conselho Nacional, seguidos pelo Partido Social Democrata (SPÖ), liderado pelo ex- chanceler federal Christian Kern, e pelo Partido da Liberdade (FPÖ), treinando da extrema direita liderada por Heinz-Christian Strache . Por sua vez, os Verdes sofreram um desastre ao obter o pior resultado de sua história, não tendo representação parlamentar na próxima legislatura.
No final das eleições, Sebastian Kurz é chamado pelo presidente federal Alexander Van der Bellen para formar o próximo governo federal ; em 24 de outubro, Kurz convida oficialmente o FPÖ a iniciar negociações para a implementação de uma coligação. Heinz-Christian Strache aceita o mesmo dia e as negociações começam no dia seguinte. Com uma duração habitual de cerca de dois meses, eles levam à formação do Primeiro Governo Kurz em 18 de dezembro.
Heinz-Christian Strache, que se tornou vice-chanceler, renuncia em 18 de maio de 2019, oito dias antes das eleições europeias e no dia seguinte à publicação de um vídeo gravado em 2017, onde é visto perguntando a uma mulher que se apresenta como sobrinha. um oligarca russo para comprar um jornal e mudar sua linha editorial em favor do FPÖ, em troca da concessão de contratos públicos. Kurz anunciou na esteira da dissolução da coligação e da realização de eleições antecipadas. No dia seguinte, o Presidente Van der Bellen declarou que gostaria que a votação fosse realizada em setembro, se possível no início do mês. Em 20 de maio, após a demissão do ministro do Interior Herbert Kickl, todos os ministros da FPÖ renunciam coletivamente ao governo.
Em 27 de maio, uma moção de censura apresentada pelos ecologistas do JETZTT - List Pilz recebe o apoio do FPÖ e do SPÖ, o que permite sua adoção e a derrubada do governo de Sebastian Kurz. No dia seguinte, o vice-chanceler Hartwig Löger assumiu, até 3 de junho, quando um novo governo liderado pela advogada independente Brigitte Bierlein foi nomeado para administrar os negócios do dia-a-dia.

## Sistema de votação

Mapa dos nove Estados_da_Áustria austríacos.

A Áustria é uma república semi-presidencial com um parlamento bicameral. Sua câmara baixa, o Conselho Nacional, ou Nationalrat, é composta por 183 Lugares cujos deputados são eleitos por cinco anos de acordo com um sistema de lista proporcional bloqueado em 9 círculos eleitorais correspondentes aos Landers austríacos, com 7 Lugares por círculo eleitoral. de acordo com a sua população. Esses nove distritos eleitorais são subdivididos em um total de 43 distritos eleitorais regionais, cada um com um número pré-determinado de mandatos básicos, que, no processo de apuramento pode não ser alcançado.
Os mandatos básicos são mandatos atribuídos num processo de apuramento em três fases: a primeira fase a nível de circunscrição local, a segunda a nível de circunscrição regional e a terceira a nível federal. A "cláusula limite" afirma que os partidos só podem participar na segunda e terceira fases de apuramento se tiverem pelo menos quatro por cento dos votos em todo o país. Um mandato ao nível do distrito regional, portanto, ainda é possível, independentemente da barreira de 4% ao nível do distrito regional. Um mandato alcançado desta forma é denominado "mandato básico". Se um partido ganhar um mandato básico na eleição do Conselho Nacional, será considerado no segundo (listas estaduais) e terceiro (listas federais) procedimentos de apuramento, independentemente dos votos nacionais. Portanto, não é necessário superar a barreira dos 4% que de outra forma seria necessária para ingressar no Conselho Nacional, razão pela qual um mandato básico pode ser importante. O número de votos é calculado dividindo-se o número de votos válidos emitidos num estado federal pelo número de mandatos a serem atribuídos lá (e então aumentando-o para o próximo número inteiro). Se um partido em um distrito regional receber pelo menos tantos votos quanto o número de votos nesse estado federal, um mandato básico será concedido na primeira apuramento. O limite mínimo de votos exigidos de um partido para obter representação no parlamento é fixado em 4% ou em sede de um círculo eleitoral regional.
A chave de distribuição proporcional é o método Hare no nível regional e depois o Hondt no nível federal. Embora as listas estejam bloqueadas, proibindo a adição de nomes não listados, os eleitores têm a oportunidade de expressar uma preferência por até três candidatos, permitindo que sejam colocados no topo da lista por pouco tempo. que totalizem no mínimo 14%, 10% ou 7% dos votos, respectivamente, nos níveis regional, federal e Länder. A votação, não obrigatória, é possível a partir dos 16 anos.

## Campanha
Em uma entrevista à ORF no início de agosto de 2019, Kurz diz que não se opõe à renovação da coligação ÖVP-FPÖ após as eleições, no entanto, como condição para a ausência de retorno ao o ex-ministro do Interior Herbert Kickl, devido à sua recusa em renunciar após o início do escândalo Ibiza.

## Partidos políticos
| Partido | Partido                                   | Líder                 | Ideologia                            | Espectro                |
| ------- | ----------------------------------------- | --------------------- | ------------------------------------ | ----------------------- |
|         | Partido Popular Austríaco (ÖVP)           | Sebastian Kurz        | Democracia cristã                    | Centro-direita          |
|         | Partido Social-Democrata da Áustria (SPÖ) | Pamela Rendi-Wagner   | Social-democracia                    | Centro-esquerda         |
|         | Partido da Liberdade da Áustria (FPÖ)     | Norbert Hofer         | Nacionalismo Conservadorismo         | Direita/Extrema-direita |
|         | NEOS - A Nova Áustria (NEOS)              | Beate Meinl-Reisinger | Liberalismo                          | Centro                  |
|         | JETZT - Lista de Peter Pilz               | Maria Stern           | Populismo de esquerda Política verde | Esquerda                |
|         | Os Verdes - Alternativa Verde (GRÜNEN)    | Werner Kogler         | Política verde                       | Centro-esquerda         |

## Debates
| Debates        | Debates             | Debates                                             | Debates                              | Debates                              | Debates                              | Debates                              | Debates                              | Debates                              | Debates       |                 |      |        |                      |
| Data           | Emissora            | Moderador(es)                                       | P Presente A Ausente N Não Convidado | P Presente A Ausente N Não Convidado | P Presente A Ausente N Não Convidado | P Presente A Ausente N Não Convidado | P Presente A Ausente N Não Convidado | P Presente A Ausente N Não Convidado | Refs          |                 |      |        |                      |
| Data           | Emissora            | Moderador(es)                                       | ÖVP                                  | SPÖ                                  | FPÖ                                  | NEOS                                 | JETZT                                | GRÜNEN                               | Refs          |                 |      |        |                      |
| -------------- | ------------------- | --------------------------------------------------- | ------------------------------------ | ------------------------------------ | ------------------------------------ | ------------------------------------ | ------------------------------------ | ------------------------------------ | ------------- | --------------- | ---- | ------ | -------------------- |
| Data           | Emissora            | Moderador(es)                                       | 3 de setembro                        | ORF III                              | Klaus Webhofer                       | Kurz                                 | Rendi-Wagner                         | Hofer                                | Refs          | Meinl-Reisinger | Pilz | Kogler | [ 13 ] [ 14 ] [ 15 ] |
| 4 de setembro  | ORF2                | Tarek Leitner Lou Lorenz-Dittlbacher Martin Thür    | N                                    | N                                    | N                                    | Meinl-Reisinger                      | N                                    | Kogler                               | [ 16 ] [ 17 ] |                 |      |        |                      |
| 4 de setembro  | ORF2                | Tarek Leitner Lou Lorenz-Dittlbacher Martin Thür    | Edtstadler                           | N                                    | N                                    | N                                    | Pilz                                 | N                                    | [ 16 ] [ 17 ] |                 |      |        |                      |
| 4 de setembro  | ORF2                | Tarek Leitner Lou Lorenz-Dittlbacher Martin Thür    | N                                    | Rendi-Wagner                         | N                                    | N                                    | N                                    | Kogler                               | [ 16 ] [ 17 ] |                 |      |        |                      |
| 4 de setembro  | ORF2                | Tarek Leitner Lou Lorenz-Dittlbacher Martin Thür    | N                                    | N                                    | N                                    | Meinl-Reisinger                      | Pilz                                 | N                                    | [ 16 ] [ 17 ] |                 |      |        |                      |
| 4 de setembro  | ORF2                | Tarek Leitner Lou Lorenz-Dittlbacher Martin Thür    | N                                    | Rendi-Wagner                         | Kickl                                | N                                    | N                                    | N                                    | [ 16 ] [ 17 ] |                 |      |        |                      |
| 9 de setembro  | Puls 4              |                                                     | N                                    | N                                    | Hofer                                | Meinl-Reisinger                      | N                                    | N                                    | [ 18 ] [ 19 ] |                 |      |        |                      |
| 9 de setembro  | Puls 4              | N                                                   | N                                    | Hofer                                | N                                    | N                                    | Kogler                               | [ 18 ] [ 20 ]                        |               |                 |      |        |                      |
| 11 de setembro | ORF2                | Tarek Leitner Lou Lorenz-Dittlbacher Martin Thür    | Kurz                                 | N                                    | N                                    | N                                    | N                                    | Kogler                               | [ 16 ] [ 17 ] |                 |      |        |                      |
| 11 de setembro | ORF2                | Tarek Leitner Lou Lorenz-Dittlbacher Martin Thür    | N                                    | N                                    | Hofer                                | N                                    | Pilz                                 | N                                    | [ 16 ] [ 17 ] |                 |      |        |                      |
| 11 de setembro | ORF2                | Tarek Leitner Lou Lorenz-Dittlbacher Martin Thür    | N                                    | Rendi-Wagner                         | N                                    | Meinl-Reisinger                      | N                                    | N                                    | [ 16 ] [ 17 ] |                 |      |        |                      |
| 11 de setembro | ORF2                | Tarek Leitner Lou Lorenz-Dittlbacher Martin Thür    | N                                    | N                                    | N                                    | N                                    | Pilz                                 | Kogler                               | [ 16 ] [ 17 ] |                 |      |        |                      |
| 11 de setembro | ORF2                | Tarek Leitner Lou Lorenz-Dittlbacher Martin Thür    | Kurz                                 | N                                    | Hofer                                | N                                    | N                                    | N                                    | [ 16 ] [ 17 ] |                 |      |        |                      |
| 12 de setembro | SchauTV             |                                                     | Kurz                                 | Rendi-Wagner                         | Hofer                                | Meinl-Reisinger                      | Pilz                                 | Kogler                               | [ 15 ]        |                 |      |        |                      |
| 15 de setembro | Puls 4              |                                                     | N                                    | Rendi-Wagner                         | N                                    | N                                    | N                                    | Kogler                               | [ 18 ] [ 21 ] |                 |      |        |                      |
| 15 de setembro | Puls 4              | N                                                   | Rendi-Wagner                         | N                                    | Meinl-Reisinger                      | N                                    | N                                    | [ 18 ] [ 22 ]                        |               |                 |      |        |                      |
| 16 de setembro | Puls 4              |                                                     | N                                    | N                                    | N                                    | Meinl-Reisinger                      | N                                    | Kogler                               | [ 18 ] [ 23 ] |                 |      |        |                      |
| 16 de setembro | Puls 4              | Kurz                                                | N                                    | N                                    | N                                    | N                                    | Kogler                               | [ 18 ] [ 24 ]                        |               |                 |      |        |                      |
| 16 de setembro | Puls 4              | Kurz                                                | N                                    | N                                    | Meinl-Reisinger                      | N                                    | N                                    | [ 18 ] [ 25 ]                        |               |                 |      |        |                      |
| 18 de setembro | ORF2                | Tarek Leitner Lou Lorenz-Dittlbacher Martin Thür    | N                                    | N                                    | Hofer                                | Meinl-Reisinger                      | N                                    | N                                    | [ 16 ] [ 17 ] |                 |      |        |                      |
| 18 de setembro | ORF2                | Tarek Leitner Lou Lorenz-Dittlbacher Martin Thür    | N                                    | Leichtfried                          | N                                    | N                                    | Pilz                                 | N                                    | [ 16 ] [ 17 ] |                 |      |        |                      |
| 18 de setembro | ORF2                | Tarek Leitner Lou Lorenz-Dittlbacher Martin Thür    | Kurz                                 | N                                    | N                                    | Meinl-Reisinger                      | N                                    | N                                    | [ 16 ] [ 17 ] |                 |      |        |                      |
| 18 de setembro | ORF2                | Tarek Leitner Lou Lorenz-Dittlbacher Martin Thür    | N                                    | N                                    | Hofer                                | N                                    | N                                    | Kogler                               | [ 16 ] [ 17 ] |                 |      |        |                      |
| 18 de setembro | ORF2                | Tarek Leitner Lou Lorenz-Dittlbacher Martin Thür    | Kurz                                 | Rendi-Wagner                         | N                                    | N                                    | N                                    | N                                    | [ 16 ] [ 17 ] |                 |      |        |                      |
| 20 de setembro | Puls 4              | Katia Wagner                                        | Kurz                                 | Rendi-Wagner                         | Hofer                                | Meinl-Reisinger                      | Pilz                                 | Kogler                               |               |                 |      |        |                      |
| 22 de setembro | Puls 4 ATV ServusTV | Corinna Milborn Meinrad Knapp Michael Fleischhacker | Kurz                                 | Rendi-Wagner                         | Hofer                                | Meinl-Reisinger                      | Pilz                                 | Kogler                               | [ 26 ] [ 27 ] |                 |      |        |                      |
| 23 de setembro | Puls 4              |                                                     | Kurz                                 | N                                    | Hofer                                | N                                    | N                                    | N                                    | [ 18 ] [ 28 ] |                 |      |        |                      |
| 23 de setembro | Puls 4              | N                                                   | Rendi-Wagner                         | Hofer                                | N                                    | N                                    | N                                    | [ 18 ] [ 29 ]                        |               |                 |      |        |                      |
| 23 de setembro | Puls 4              | Kurz                                                | Rendi-Wagner                         | N                                    | N                                    | N                                    | N                                    | [ 18 ] [ 30 ]                        |               |                 |      |        |                      |
| 26 de setembro | ORF2                | Claudia Reiterer Armin Wolf                         | Kurz                                 | Rendi-Wagner                         | Hofer                                | Meinl-Reisinger                      | Pilz                                 | Kogler                               | [ 31 ]        |                 |      |        |                      |

## Resultados Oficiais
| Partido                 | Partido                           | Votos     | %               | +/-     | Deputados | +/-     |
| ----------------------- | --------------------------------- | --------- | --------------- | ------- | --------- | ------- |
|                         | Partido Popular Austríaco         | 1 789 417 | 37,46 / 100,00  | 5,99    | 71 / 183  | 9       |
|                         | Partido Social-Democrata          | 1 011 868 | 21,18 / 100,00  | 5,68    | 40 / 183  | 12      |
|                         | Partido da Liberdade              | 772 666   | 16,17 / 100,00  | 9,80    | 31 / 183  | 20      |
|                         | Os Verdes - Alternativa Verde     | 664 055   | 13,90 / 100,00  | 10,10   | 26 / 183  | 26      |
|                         | NEOS - A Nova Áustria             | 387 124   | 8,10 / 100,00   | 2,80    | 15 / 183  | 5       |
|                         | JETZT - Lista de Peter Pilz       | 89 169    | 1,87 / 100,00   | 2,54    | 0 / 183   | 8       |
|                         | Partido Comunista da Áustria Plus | 32 736    | 0,69 / 100,00   | 0,11    | 0 / 183   | Estável |
|                         | A Mudança                         | 22 168    | 0,46 / 100,00   | Novo    | 0 / 183   | Novo    |
|                         | Partido da Cerveja                | 4 946     | 0,10 / 100,00   | Novo    | 0 / 183   | Novo    |
|                         | O Meu Voto Conta!                 | 1 767     | 0,04 / 100,00   | 0,91    | 0 / 183   | Estável |
|                         | Aliança para o Futuro da Áustria  | 760       | 0,02 / 100,00   | -       | 0 / 183   | -       |
|                         | Partido Socialista da Esquerda    | 310       | 0,01 / 100,00   | Estável | 0 / 183   | Estável |
|                         | Partido Cristão da Áustria        | 260       | 0,01 / 100,00   | Estável | 0 / 183   | Estável |
| Votos Inválidos         | Votos Inválidos                   | 57 901    | 1,20 / 100,00   | 0,21    |           |         |
| Total                   | Total                             | 4 802 397 | 100,00 / 100,00 |         | 183 / 183 |         |
| Eleitorado/Participação | Eleitorado/Participação           | 6 396 802 | 75,59 / 100,00  | 4,41    |           |         |
| Fonte                   | Fonte                             | [ 32 ]    | [ 32 ]          | [ 32 ]  | [ 32 ]    | [ 32 ]  |

| ↓          |     |      |     |     |
| Die Grünen | SPÖ | NEOS | ÖVP | FPÖ |
| 26         | 40  | 15   | 71  | 31  |

## Resultados por Estado

### Baixa Áustria
| Partido                 | Partido                       | Votos     | %               | +/-    | Deputados | +/-     |
| ----------------------- | ----------------------------- | --------- | --------------- | ------ | --------- | ------- |
|                         | Partido Popular Austríaco     | 434 783   | 42,32 / 100,00  | 6,72   | 15 / 34   | 2       |
|                         | Partido Social-Democrata      | 204 679   | 19,92 / 100,00  | 4,85   | 7 / 34    | 2       |
|                         | Partido da Liberdade          | 168 565   | 16,41 / 100,00  | 9,53   | 6 / 34    | 3       |
|                         | Os Verdes - Alternativa Verde | 112 607   | 10,96 / 100,00  | 8,22   | 4 / 34    | 4       |
|                         | NEOS - A Nova Áustria         | 78 760    | 7,67 / 100,00   | 2,87   | 2 / 34    | 1       |
|                         | JETZT - Lista de Peter Pilz   | 17 751    | 1,73 / 100,00   | 2,42   | 0 / 34    | 1       |
|                         | Partido Comunista da Áustria  | 5 347     | 0,52 / 100,00   | 0,01   | 0 / 34    | Estável |
|                         | A Mudança                     | 4 784     | 0,47 / 100,00   | Novo   | 0 / 34    | Novo    |
| Votos Inválidos         | Votos Inválidos               | 15 210    | 1,46 / 100,00   | 0,29   |           |         |
| Total                   | Total                         | 1 042 486 | 100,00 / 100,00 |        | 34 / 34   | 1       |
| Eleitorado/Participação | Eleitorado/Participação       | 1 292 902 | 80,63 / 100,00  | 4,13   |           |         |
| Fonte                   | Fonte                         | [ 33 ]    | [ 33 ]          | [ 33 ] | [ 33 ]    | [ 33 ]  |

| Partido                 | Partido                       | Votos   | %               | +/-    | Deputados | +/-     |
| ----------------------- | ----------------------------- | ------- | --------------- | ------ | --------- | ------- |
|                         | Partido Popular Austríaco     | 64 232  | 46,30 / 100,00  | 6,62   | 2 / 2     | 1       |
|                         | Partido Social-Democrata      | 24 416  | 17,60 / 100,00  | 4,22   | 0 / 2     | 1       |
|                         | Partido da Liberdade          | 21 454  | 15,46 / 100,00  | 9,65   | 0 / 2     | 1       |
|                         | Os Verdes - Alternativa Verde | 14 642  | 10,55 / 100,00  | 7,82   | 0 / 2     | Estável |
|                         | NEOS - A Nova Áustria         | 10 545  | 7,60 / 100,00   | 3,01   | 0 / 2     | Estável |
|                         | JETZT - Lista de Peter Pilz   | 2 204   | 1,59 / 100,00   | 2,61   | 0 / 2     | Estável |
|                         | Partido Comunista da Áustria  | 661     | 0,48 / 100,00   | 0,03   | 0 / 2     | Estável |
|                         | A Mudança                     | 574     | 0,41 / 100,00   | Novo   | 0 / 2     | Novo    |
| Votos Inválidos         | Votos Inválidos               | 2 058   | 1,46 / 100,00   | 0,34   |           |         |
| Total                   | Total                         | 140 786 | 100,00 / 100,00 |        | 2 / 2(a)  |         |
| Eleitorado/Participação | Eleitorado/Participação       | 172 337 | 80,69 / 100,00  | 5,13   |           |         |
| Fonte                   | Fonte                         | [ 34 ]  | [ 34 ]          | [ 34 ] | [ 34 ]    | [ 34 ]  |

| Partido                 | Partido                       | Votos   | %               | +/-    | Deputados | +/-     |
| ----------------------- | ----------------------------- | ------- | --------------- | ------ | --------- | ------- |
|                         | Partido Popular Austríaco     | 71 693  | 45,58 / 100,00  | 7,08   | 2 / 3     | Estável |
|                         | Partido Social-Democrata      | 30 382  | 19,31 / 100,00  | 4,44   | 1 / 3     | Estável |
|                         | Partido da Liberdade          | 25 571  | 16,26 / 100,00  | 9,46   | 0 / 3     | 1       |
|                         | Os Verdes - Alternativa Verde | 15 786  | 10,04 / 100,00  | 7,55   | 0 / 3     | Estável |
|                         | NEOS - A Nova Áustria         | 10 028  | 6,38 / 100,00   | 2,03   | 0 / 3     | Estável |
|                         | JETZT - Lista de Peter Pilz   | 2 247   | 1,43 / 100,00   | 1,66   | 0 / 3     | Estável |
|                         | Partido Comunista da Áustria  | 801     | 0,51 / 100,00   | 0,03   | 0 / 3     | Estável |
|                         | A Mudança                     | 791     | 0,50 / 100,00   | Novo   | 0 / 3     | Novo    |
| Votos Inválidos         | Votos Inválidos               | 2 753   | 1,72 / 100,00   | 0,34   |           |         |
| Total                   | Total                         | 160 052 | 100,00 / 100,00 |        | 3 / 3(c)  |         |
| Eleitorado/Participação | Eleitorado/Participação       | 194 417 | 82,32 / 100,00  | 3,60   |           |         |
| Fonte                   | Fonte                         | [ 35 ]  | [ 35 ]          | [ 35 ] | [ 35 ]    | [ 35 ]  |

| Partido                 | Partido                       | Votos   | %               | +/-    | Deputados | +/-     |
| ----------------------- | ----------------------------- | ------- | --------------- | ------ | --------- | ------- |
|                         | Partido Popular Austríaco     | 48 568  | 39,50 / 100,00  | 7,36   | 1 / 1     | Estável |
|                         | Partido Social-Democrata      | 27 673  | 22,51 / 100,00  | 4,29   | 0 / 1     | 1       |
|                         | Partido da Liberdade          | 24 190  | 19,67 / 100,00  | 9,41   | 0 / 1     | 1       |
|                         | Os Verdes - Alternativa Verde | 11 110  | 9,04 / 100,00   | 8,89   | 0 / 1     | Estável |
|                         | NEOS - A Nova Áustria         | 7 967   | 6,48 / 100,00   | 2,49   | 0 / 1     | Estável |
|                         | JETZT - Lista de Peter Pilz   | 2 120   | 1,72 / 100,00   | 2,06   | 0 / 1     | Estável |
|                         | Partido Comunista da Áustria  | 726     | 0,59 / 100,00   | 0,06   | 0 / 1     | Estável |
|                         | A Mudança                     | 599     | 0,48 / 100,00   | Novo   | 0 / 1     | Novo    |
| Votos Inválidos         | Votos Inválidos               | 2 753   | 1,50 / 100,00   | 0,34   |           |         |
| Total                   | Total                         | 124 823 | 100,00 / 100,00 |        | 1 / 1(e)  |         |
| Eleitorado/Participação | Eleitorado/Participação       | 159 888 | 78,07 / 100,00  | 4,75   |           |         |
| Fonte                   | Fonte                         | [ 36 ]  | [ 36 ]          | [ 36 ] | [ 36 ]    | [ 36 ]  |

| Partido                 | Partido                       | Votos   | %               | +/-    | Deputados | +/-     |
| ----------------------- | ----------------------------- | ------- | --------------- | ------ | --------- | ------- |
|                         | Partido Popular Austríaco     | 45 141  | 38,68 / 100,00  | 8,22   | 1 / 2     | Estável |
|                         | Partido Social-Democrata      | 27 942  | 23,94 / 100,00  | 4,09   | 1 / 2     | Estável |
|                         | Partido da Liberdade          | 22 201  | 19,02 / 100,00  | 11,18  | 0 / 2     | 1       |
|                         | Os Verdes - Alternativa Verde | 10 542  | 9,03 / 100,00   | 6,96   | 0 / 2     | Estável |
|                         | NEOS - A Nova Áustria         | 7 593   | 6,51 / 100,00   | 2,94   | 0 / 2     | Estável |
|                         | JETZT - Lista de Peter Pilz   | 3 465   | 1,84 / 100,00   | 2,09   | 0 / 2     | Estável |
|                         | Partido Comunista da Áustria  | 630     | 0,54 / 100,00   | 0,05   | 0 / 2     | Estável |
|                         | A Mudança                     | 519     | 0,44 / 100,00   | Novo   | 0 / 2     | Novo    |
| Votos Inválidos         | Votos Inválidos               | 1 515   | 1,28 / 100,00   | 0,31   |           |         |
| Total                   | Total                         | 118 227 | 100,00 / 100,00 |        | 2 / 2(g)  |         |
| Eleitorado/Participação | Eleitorado/Participação       | 151 346 | 78,12 / 100,00  | 5,44   |           |         |
| Fonte                   | Fonte                         | [ 37 ]  | [ 37 ]          | [ 37 ] | [ 37 ]    | [ 37 ]  |

| Partido                 | Partido                       | Votos   | %               | +/-    | Deputados | +/-     |
| ----------------------- | ----------------------------- | ------- | --------------- | ------ | --------- | ------- |
|                         | Partido Popular Austríaco     | 72 307  | 50,70 / 100,00  | 8,24   | 2 / 2     | 1       |
|                         | Partido Social-Democrata      | 23 217  | 16,28 / 100,00  | 4,23   | 0 / 2     | 1       |
|                         | Partido da Liberdade          | 21 454  | 16,11 / 100,00  | 9,74   | 0 / 2     | 1       |
|                         | Os Verdes - Alternativa Verde | 12 211  | 8,56 / 100,00   | 6,29   | 0 / 2     | Estável |
|                         | NEOS - A Nova Áustria         | 8 926   | 6,26 / 100,00   | 2,24   | 0 / 2     | Estável |
|                         | JETZT - Lista de Peter Pilz   | 1 824   | 1,28 / 100,00   | 1,78   | 0 / 2     | Estável |
|                         | Partido Comunista da Áustria  | 596     | 0,42 / 100,00   | 0,02   | 0 / 2     | Estável |
|                         | A Mudança                     | 551     | 0,39 / 100,00   | Novo   | 0 / 2     | Novo    |
| Votos Inválidos         | Votos Inválidos               | 2 058   | 1,78 / 100,00   | 0,26   |           |         |
| Total                   | Total                         | 145 186 | 100,00 / 100,00 |        | 2 / 2(b)  |         |
| Eleitorado/Participação | Eleitorado/Participação       | 177 574 | 81,76 / 100,00  | 3,48   |           |         |
| Fonte                   | Fonte                         | [ 38 ]  | [ 38 ]          | [ 38 ] | [ 38 ]    | [ 38 ]  |

| Partido                 | Partido                       | Votos   | %               | +/-    | Deputados | +/-     |
| ----------------------- | ----------------------------- | ------- | --------------- | ------ | --------- | ------- |
|                         | Partido Popular Austríaco     | 76 469  | 39,80 / 100,00  | 6,05   | 2 / 4     | Estável |
|                         | Partido Social-Democrata      | 30 382  | 20,16 / 100,00  | 5,70   | 1 / 4     | Estável |
|                         | Partido da Liberdade          | 28 950  | 15,07 / 100,00  | 9,15   | 1 / 4     | Estável |
|                         | Os Verdes - Alternativa Verde | 25 691  | 13,37 / 100,00  | 9,96   | 0 / 4     | Estável |
|                         | NEOS - A Nova Áustria         | 16 476  | 8,57 / 100,00   | 3,08   | 0 / 4     | Estável |
|                         | JETZT - Lista de Peter Pilz   | 3 747   | 1,95 / 100,00   | 3,03   | 0 / 4     | Estável |
|                         | Partido Comunista da Áustria  | 1 094   | 0,57 / 100,00   | 0,03   | 0 / 4     | Estável |
|                         | A Mudança                     | 990     | 0,51 / 100,00   | Novo   | 0 / 4     | Novo    |
| Votos Inválidos         | Votos Inválidos               | 2 753   | 1,42 / 100,00   | 0,30   |           |         |
| Total                   | Total                         | 194 916 | 100,00 / 100,00 |        | 4 / 4(d)  |         |
| Eleitorado/Participação | Eleitorado/Participação       | 240 310 | 81,11 / 100,00  | 3,78   |           |         |
| Fonte                   | Fonte                         | [ 39 ]  | [ 39 ]          | [ 39 ] | [ 39 ]    | [ 39 ]  |

| Partido                 | Partido                       | Votos   | %               | +/-    | Deputados | +/-     |
| ----------------------- | ----------------------------- | ------- | --------------- | ------ | --------- | ------- |
|                         | Partido Popular Austríaco     | 56 373  | 35,95 / 100,00  | 4,32   | 2 / 3     | 1       |
|                         | Partido Social-Democrata      | 32 309  | 20,60 / 100,00  | 6,26   | 1 / 3     | Estável |
|                         | Partido da Liberdade          | 23 223  | 14,81 / 100,00  | 8,55   | 0 / 3     | 1       |
|                         | Os Verdes - Alternativa Verde | 22 625  | 14,43 / 100,00  | 10,82  | 0 / 3     | Estável |
|                         | NEOS - A Nova Áustria         | 17 225  | 10,98 / 100,00  | 4,08   | 0 / 3     | Estável |
|                         | JETZT - Lista de Peter Pilz   | 3 465   | 2,21 / 100,00   | 3,38   | 0 / 3     | Estável |
|                         | Partido Comunista da Áustria  | 839     | 0,54 / 100,00   | 0,08   | 0 / 3     | Estável |
|                         | A Mudança                     | 760     | 0,48 / 100,00   | Novo   | 0 / 3     | Novo    |
| Votos Inválidos         | Votos Inválidos               | 1 677   | 1,06 / 100,00   | 0,16   |           |         |
| Total                   | Total                         | 158 496 | 100,00 / 100,00 |        | 3 / 3(f)  |         |
| Eleitorado/Participação | Eleitorado/Participação       | 197 030 | 80,44 / 100,00  | 4,11   |           |         |
| Fonte                   | Fonte                         | [ 40 ]  | [ 40 ]          | [ 40 ] | [ 40 ]    | [ 40 ]  |

Notas:
↑(a) 5 mandatos básicos.
↑(b) 5 mandatos básicos.
↑(c) 6 mandatos básicos.
↑(d) 7 mandatos básicos.
↑(e) 5 mandatos básicos.
↑(f) 5 mandatos básicos.
↑(g) 4 mandatos básicos.